# 림프 비즈킷
림프 비즈킷(Limp Bizkit 혹은 limpbizkit으로 표기)은 미국 플로리다주 잭슨빌 출신의 뉴 메탈 밴드이다.
콘(Korn)이 발굴해낸 밴드로, 콘과 함께 뉴 메탈(Nu Metal)을 널리 알린 밴드 중 하나이며, 1990년대 후반부터 2000년대 중반까지 인기를 끌었다. 그들의 앨범은 전 세계적으로 3300만장 이상이 팔렸다.
림프 비즈킷은 현재 보컬 프레드 더스트, 베이스 기타 샘 리버스, 리버스의 친척인 드러머 존 오토로 구성되어 있다. 밴드의 기타리스트였던 웨스 볼랜드는 밴드의 초기 세 앨범에 참여한 이후, 2001년에는 밴드를 떠났다. 밴드의 네 번째 앨범인 Results May Vary는 마이크 스미스가 참여했다. 턴테이블을 담당하고 있던 DJ 리설은 프레드 더스트와 파티에 관한 의견충돌과 불화로 인해 2012년에 탈퇴하였으나 2018년에 복귀하였다.
웨스 볼랜드는 이후 밴드의 새 앨범 The Unquestionable Truth (Part 1)에 다시 참여했지만, 2006년에 Black Light Burns와 From First to Last에 참여하기 위해 다시 밴드를 떠났다. 이후 2009년 밴드가 웨스와 함께 활동을 재개하고 있다.
전 세계적으로 유명한 락 밴드이다.

## 정규 앨범
- Three Dollar Bill, Yall$ (1997년 7월)
- Significant Other (1999년 7월)
- Chocolate Starfish and the Hot Dog Flavored Water 3집 (2000년 10월)
- Results May Vary (2003년 9월 23일)
- Gold Cobra (2011년 6월)
- Still Sucks (2021년)

## 리믹스 앨범
- New Old Songs (2001년 12월)

## 컴필레이션 앨범
- Greatest Hitz (2005년 11월)
- Collected (2008년 5월)
- Icon (2011년 7월)

## 라이브 앨범
- Rock im Park 2001 (2008년 3월)

## EP 앨범
- The Unquestionable Truth (Part 1) (2005년 5월)

## 밴드 약력

### 초창기 언더 시절(1994~1996)
멤버들이 모이고, 초창기 지역 활동을 하던 도중, 그들은 콘의 멤버들을 만나게 된다. 림프 비즈킷이 콘에게 건넨 데모 테잎들은 콘에게 큰 인상을 주었고, 이후 그들의 데뷔 앨범 Three Dollar Bill, Yall$의 발매에 큰 도움이 된다. 이후 림프비즈킷과 콘은 각별한 사이가 되고, 콘이 운영하는 뉴 메탈 아티스트들의 합동공연인 패밀리 밸류스 투어(Family Values Tour)에 참여하는 등의 협동 활동을 하게 된다.
DJ 리설이 없는 상태에서 운영되던 밴드는, 1996년 하우스 오브 페인(House of Pain)의 해산 이후 DJ 리설이 참여하면서, 익히 잘 알려진 5명의 라인업(프레드 더스트, 웨스 볼랜드, 샘 리버스, 존 오토, DJ 리설)을 갖추게 된다.

### 데뷔 앨범Three Dollar Bill, Yall$(1997~1998)
1997년, 인터스코프 레코드사에 의해 그들의 데뷔 앨범이 발매되었다. 그러나 콘과 함께한 패밀리 밸류스 투어, 오즈페스트(Ozzfest, 오지 오즈번 가족이 주관하는 연합 공연) 등의 공연 활동을 통해 그들의 명성은 천천히, 그러나 강하게 높아졌다.
데뷔 앨범에 수록된 곡들 중, 조지 마이클의 원곡을 리메이크한 "Faith"는 밴드의 명성에 큰 도움을 주었다.
1998년, 프레드 더스트는 콘의 3집 앨범 Follow The Leader의 "All In The Family"에서 조나단 데이비스와 랩 배틀 형식의 곡을 선보이며 두 밴드간의 우정을 과시하기도 했다.
그리고, 'Three Dollar Bill Y'all'은 150만장 이상의 판매고를 보였다.

### Significant Other(1999~2000)
림프 비즈킷의 2집 앨범은 그들에게 엄청난 상업적 성공을 가져다 줌은 물론, 그들의 이름을 대중에게 각인시켜준 앨범이었다. 빌보드 차트에서 1위로 데뷔한 것은 물론, 첫 주에만 63만 4천 장의 판매고를 기록하고, 총합 700만장 이상 판매하는 성과를 거뒀다. 그들의 첫 번째 싱글곡인 "Nookie"는 록과 랩 차트 양쪽에서 10위권 안에 드는 기록적인 성과를 거뒀으며, 이어지는 싱글 커트 곡들인 "Break Stuff", "Re-arranged" (빌보드 100 88위), "N 2 Gether Now (빌보드 100 73위)" 역시 상당한 성공을 거두며, 뉴 메탈 장르의 인기에 큰 일조를 했다.
이 앨범에 수록된 "Nobody Like You"는 콘의 조나단 데이비스와 스톤 템플 파일러츠의 스캇 웨일랜드가 참여하기도 했는데, 이 세 밴드는 1999년의 패밀리 밸류스 투어를 같이 꾸려나가기도 했다.
밴드가 유명세를 탐에 따라, 몇몇 유명 밴드와의 시비가 불거지기도 했다. 특히 프레드 더스트가 많이 연루되었는데, 그는 에미넴, 크리드, 슬립낫 등의 밴드와 언어적 다툼 및 폭행 시비를 벌인 것으로 알려져 있다.

### Chocolate Starfish and the Hot Dog Flavored Water(2000~2001)
2000년 10월 17일, 림프 비즈킷은 그들의 3번째 앨범 Chocolate Starfish and the Hot Dog Flavored Water발매로 빌보드 차트에서 1위를 기록했다. 항문(chocolate starfish)과 정액(hot dog flavored water)이라는 의미를 가진 이 앨범은, 발매 첫주 미국에서만 100만 장 이상의 판매고를 기록했다. 앨범 수록곡 "Take a Look Around"는 미션 임파서블 2의 주제곡이기도 하였으며, 첫 번째 싱글인 "Rollin'"의 리믹스 버전이 클럽가에서 히트를 치기도 하였다. 하지만 2집 앨범과 달리 3집 앨범은 평론가들로부터 그리 좋지 못한 평가를 받았다. Rollin'은 빌보드 100 65위 My Way는 빌보드 100 75위를 기록하며 빌보드에서도 선전했다
2001년 오스트레일리아 Big Day Out 공연 도중 관객의 사망 사고 등의 악재가 있음에도 불구하고 림프 비즈킷은, 2집 앨범과 더불어 3집 앨범의 큰 상업적 성공을 마음껏 누렸다. 하지만, 2001년 가을에 기타리스트 웨스 볼랜드가 밴드를 떠난 일은 림프 비즈킷에게 큰 악재였다. 웨스는 프레드와의 좋지 못한 관계 때문에 밴드를 떠났는데, 프레드가 음악적 주도권을 쥐고 있었던 상황에 대한 불만이 밴드 탈퇴로 이어진 것이었다. 팬들과 평론가들은 밴드에 창의적 힘의 원동력이 된 것으로 알려진 웨스의 탈퇴가 밴드에게 큰 타격이 되었다고 생각한다.

### Results May Vary(2002~2003)
웨스의 탈퇴 이후, 림프 비즈킷은 전국적인 기타리스트 오디션을 열었다. 수천명의 오디션 참가자가 몰렸음에도 불구하고, 2003년이 되도록 밴드는 새 기타리스트를 선발하지 않았다. 2003년 3월, 림프 비즈킷은 3월 말에 있을 레슬매니아 19에서 2년 만에 라이브 공연을 열 것이라고 공언했다. 레슬매니아 공연에서는 콘(Korn)의 헤드와 스낫(snot)의 마이크 스미스가 기타를 맡았다. 몇 차례의 공연 이후, 마이크 스미스가 림프 비즈킷의 기타리스트로 최종 선발되었다. 더불어, 림프 비즈킷은 자신들의 영문 표현을 기존의 Limp Bizkit에서 limpbizkit으로 바꾸며 자신들의 변화를 간접적으로 나타냈다.
2003년 9월 23일, 마이크 스미스와 함께한 밴드의 네 번째 앨범 Results May Vary가 발매되었다. 앨범 녹음에 참여한 기타리스트는 마이크 스미스와 헤드, 그리고 밴드의 원래 베이스 기타리스트인 샘 리버스였다. 4집 앨범은 100만 장 이상의 판매고를 올리는 데에는 성공했지만, 빌보드 차트 3위를 기록하며 1주 만에 100만 장을 판매한 3집 앨범과 비교했을 때, 상업적인 면에서의 추락이 두드러졌다고 할 수 있다. 평론가들도 대체적으로 이 앨범에 혹평을 가했다. 하지만 프레드식의 발라드(앨범의 "Behind Blue Eyes" 등)를 기대했던 팬들에게는 좋은 반응을 얻었다.
앨범 발매 후, 림프 비즈킷은 메탈리카(Metallica), 린킨 파크(Linkin Park), 데프톤즈(Deftones), 머드베인(Mudvayne)과 함께, 메탈리카의 2003년 새 앨범 St. Anger 발매기념 투어인 Summer Sanitarium Tour 2003에 참여했다.
4집 앨범은 사실상 밴드의 마지막 메인스트림 앨범으로 여겨진다. 5집 앨범 The Unquestionable Truth (Part 1)은 언론의 관심을 거의 받지 못했으며, 평론의 평도 좋지 않다.

### The Unquestionable Truth (Part 1)(2004~2006)
밴드와 정신적인 면에서 이질적이었던 마이크 스미스가 밴드를 떠나고, 웨스 볼랜드가 기타리스트로 다시 복귀했다. 1집 때의 프로듀서까지 복귀한 림프 비즈킷이 2005년 5월 3일에 내놓은 새 앨범 The Unquestionable Truth (Part 1)은 7곡짜리 EP 앨범이었다. 이 앨범은 기존의 성공작과는 대조적이게 특별한 홍보나 선전 없이 빌보드 차트 24위를 기록하며 데뷔했다. 첫 주의 판매고는 3만 7천 장이었으며, 미국 내에서는 총 10만 장 정도만이 팔렸다.(전 세계적으로는 100만장 이상 판매함.)
2005년 11월 8일에는 그들의 첫 번째 베스트 앨범인 Greatest Hitz가 발매되었다. 이 앨범에는 기존의 히트곡들과 함께 3곡의 신곡이 들어 있었다. 프레드 더스트와 웨스 볼랜드는 이 앨범에 특별한 관심을 표하지 않았다. 반면 이 앨범은 빌보드 차트 47위를 기록했다.

### 2007년
림프 비즈킷은 5집 앨범 작업이 마무리되는대로 그들의 새 앨범 The Unquestionable Truth (Part 2)를 준비하기 시작했다. 그러나 밴드 활동은 점차 감소했으며, 프레드 더스트가 연기와 감독일 등 음악 외 활동에 관심을 보이는 한편, 웨스 볼랜드가 개인적인 음악 활동에 치중하는 등 밴드는 사실상 동면 상태에 들어갔다.
이런 상태가 계속되자 웨스는 더 이상 림프 비즈킷의 활동은 없으며, 새 앨범이 발매될 기대 따위는 버리는 것이 나을 것이라는 둥의 말을 자신의 홈페이지에 올렸다. 이에 프레드가 자신의 홈페이지를 통해 밴드는 잘 돌아가고 있으며, 웨스는 돈 때문에 밴드로 돌아왔다는 등의 독설을 퍼부었다. 밴드의 새 앨범보다 자신의 영화감독 일에 관심이 많았던 프레드의 행동에 지친 웨스는 결국 다시 한번 밴드를 떠났다.
웨스의 탈퇴 이후 밴드의 새 기타리스트는 정해지지 않은 상태이며, 밴드의 새 앨범 또한 아직 발매되지 않고 있다. 밴드의 친한 친구로 알려진 게이브 케이론은 자신의 홈페이지를 통해 보컬 부분을 제외한 모든 부분의 앨범 작업이 끝난 상태라고 언급하기도 했다.

### Gold Cobra(2009~2011)
2009년 2월 12일, 림프비즈킷은 자신들의 홈페이지를 통해 오리지널 멤버가 다시 모인다고 글을 올렸고, 2009년 5월부터 Rock am Ring, Download Festival, Summer Sonic 그리고 그들의 Unicorns N' Rainbows Tour 2009를 통해 본격적인 활동을 시작하였으며, 2009년 8월 15일에는 ETPFEST를 통해 한국에서 내한 공연을 가졌다. 그리고 ETPFEST 공연 후 단독 공연을 했다.
2011년 6월 28일, 림프비즈킷은 복귀후 2년만에 새로운 앨범인 Gold Cobra를 발매함으로써 빌보드 차트 16위와 6년만에 원년맴버가 다 같이모여 앨범을 발매하게 되고. 앨범은 미국내에서만 총 10만 장 정도가 팔렸으며, 앨범 수록곡 "Why Try"는 영화 리얼스틸의 OST로 쓰이기도했지만 그렇다 할 히트곡은 나오지 않았다. 그러나 앨범 수록곡 Walking Away는 프레드식의 발라드로 Results May Vary의 수록곡 Behind Blue Eyes에 이어 호평을 받았다.

### Stampede of the Disco Elephants(2012~현재)
2012년 2월 림프비즈킷은 (인터스코프) "Interscope"를 떠나서 미국 힙합 레코드 (캐쉬 머니) Cash Money에 계약을 하지만, DJ리설이 약물관련 문제로 팀에서 해고돼서 (DJ 스켈레터) "DJ Skeletor"를 영입하였고, 2011년에 발매한 Gold Cobra앨범이 사실상 실패하면서 새 앨범 Stampede of the Disco Elephants를 발매 준비 중이다.
2012년 10월 "Lightz (City of Angels)"이란 노래가 유투브에 유출되었다 그러나 림프비즈킷답지 않은 노래에 많은 비난을 받는다
2013년 5월 (릴 웨인) Lil Wayne과 같이 작업한 노래 Ready to Go가 드디어 Stampede of the Disco Elephants의 공식적인 첫 싱글로 발매되었다. 그리고 2013년 12월 두 번째 싱글인 Ministry를 커버한 Thieves가 공개되었다.
앨범은 2013년 여름쯤에 발매된다 하였으나, 2014년 1분기로 발매가 연기되었다. 하지만 2014년 3월 4일, BBC 라디오를 통해서 2014년 이른 7월쯤에 앨범을 발표하기를 희망했다.
2014년 7월 림프비즈킷의 새로운싱글 Endless slaughter가 콘서트에서 카세트로 공개한다고했으나 카세트로 판매되지는못했다 Endless slaughter의 라이브는 성공적으로 마무리했고 앨범의 발표일은 2014년 7월경에서 2014년으로 다시 연기되었다.
2014년 8월 1일 림프비즈킷의 신곡 Endless Slaughter가 림프비즈킷 공식웹페이지를 통해 무료로 공개되었다.
2018년 DJ 리설이 밴드로 복귀했다.

## 구성원
- 프레드 더스트(Fred Durst) - 보컬
- 웨스 볼랜드 (Wes Borland) - 기타
- 샘 리버스(Sam Rivers) - 베이스
- 존 오토(John Otto) - 드럼
- DJ 리설(DJ-Lethal) - 턴테이블, 프로그래밍, 샘플링

### 이전 멤버
- 롭 워터스(Rob Waters) - 기타(1994년)
- 테리 볼사모(Terry Balsamo) - 기타(1995년)
- 마이크 스미스(Mike Smith) - 기타(2002년 ~ 2004년)

### 컴필레이션
- 《Greatest Hitz》(2005년)